# Окулярник коломбангарський
Окулярник коломбангарський (Zosterops murphyi) — вид горобцеподібних птахів родини окулярникових (Zosteropidae). Ендемік Соломонових Островів.

## Опис
Довжина птаха становить 13-14 см. Верхня частина тіла оливково-зелена, нижня частина тіла дещо блідіша. Горло, груди і гузка жовтуваті. Дзьоб чорний, лапи сірі. Навколо очей широкі білі кільця. Виду не притаманний статевий диморфізм.

## Поширення і екологія
Коломбангарські окулярники є ендеміками гірських тропічних лісів острова Коломбангара.

## Раціон
Коломбангарські окулярники харчуються комахами і дрібними плодами.